# アジュクル語
アジュクル語（アジュクルご、仏: Adioukrou）とは、伝統的にクワ語派（Kwa）に属するとされてきた言語の一つである。コートジボワール南部の海岸部に位置するダブ郡（Dabou）で話されている。

## 別名一覧
Adjukru, Adyoukrou, Adyukru, Ajukru

## 関連書籍
- Hérault, G. (1978). Eléments de grammaire adioukrou. Abidjan: Institut de linguistique appliqué.